# Sosticus jabalpurensis
Sosticus jabalpurensis är en spindelart som beskrevs av Madan Mal Bhandari och Gajbe 200. Sosticus jabalpurensis ingår i släktet Sosticus och familjen plattbuksspindlar. Inga underarter finns listade i Catalogue of Life.